# Europabank
 (janvier 2021).
Si vous disposez d'ouvrages ou d'articles de référence ou si vous connaissez des sites web de qualité traitant du thème abordé ici, merci de compléter l'article en donnant les références utiles à sa vérifiabilité et en les liant à la section « Notes et références ».
 (juin 2020).
Europabank est une banque belge spécialisée dans le crédit à la consommation et le crédit pour les indépendants et les petites entreprises. 

## Gouvernance
Europabank est à 100% une filiale de la banque coopérative belge Crelan.
Personnes clés mi-2023 :
-      CEO : Paul Malfeyt
-      CRO : Marc Claus
-      CCO : Gérald Bogaert
-      CFO : Grete Schaekers
-      Président du conseil d'administration : Joris Cnockaert (CCO Crelan)
-      SG : Thierry De Smet

## Histoire

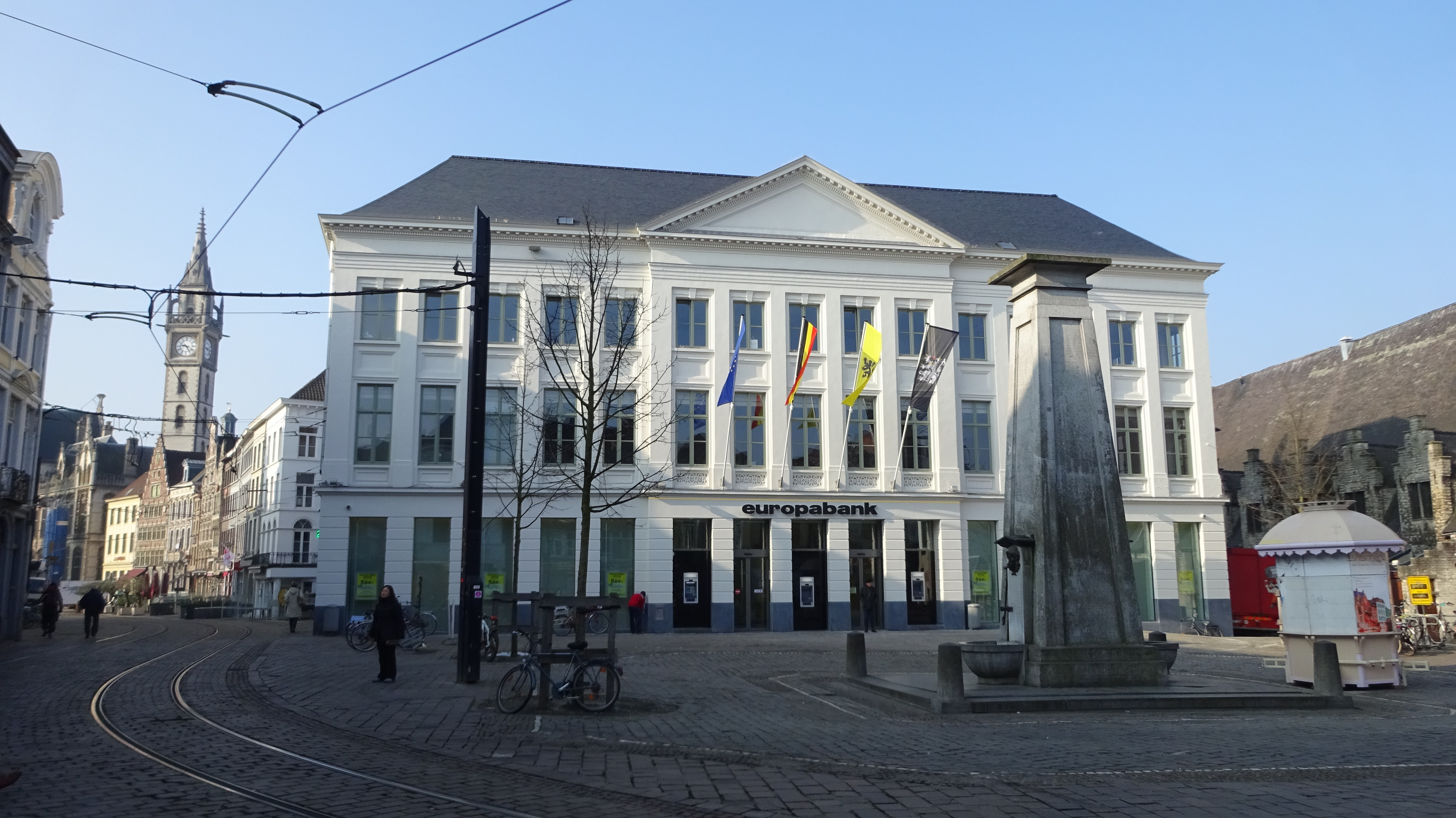
Agence Europabank au Marché aux Légumes à Gand

Europabank a été créée en 1964 par le holding américain International Bank of Washington. Ce holding était principalement actif dans la navigation, l’industrie et les assurances. Le fondateur d’International Bank of Washington était George Olmsted, un général de la marine américaine. La gestion d’Europabank a toujours été confiée à des locaux. Europabank a démarré le 31 mars 1965 avec des personnes flamandes, au premier étage de sa première implantation sur le Marché aux Légumes à Gand. 
En 1983, Europabank fonde sa filiale eb-lease. La création de cette société de leasing s'adresse principalement au PME. Entre-temps, eb-lease a continué à se spécialiser dans le leasing et le renting pour les indépendants et les entrepreneurs et les crédits hypothécaires aux particuliers. En 2020, Europabank SA et eb-lease SA ont fusionné. Eb-lease continue d’exister en tant que nom commercial d’Europabank.
En 2000, le site web propre devient opérationnel.
En 2002, est créée « eb online », la banque en ligne d’Europabank. Depuis 2004, la banque appartient intégralement à Crelan (à l’époque Crédit Agricole).
En 2005, elle lance un module de paiement qui permet de traiter les paiements en ligne via des webshops.  
En 2006, Europabank lance un système pour les paiements en ligne sur internet avec la carte Visa ou la carte Mastercard. 
Le 30 septembre 2015, Rudi Vanlangendyck succède à Rudy Van Hecke (qui siégeait au Conseil d’administration d’Europabank depuis 1996 et a pris sa pension) en tant que Président du Comité de direction (CEO).
Le 19 avril 2022, Paul Malfeyt succède à Rudi Vanlangendyck en tant que Président du Comité de direction (CEO).

## Rentabilité
Le rendement sur fonds propres s’élevait à 19,2% en 2022. Le bénéfice net en 2022 s’élevait à 31,5 millions d’euros. ILe ratio cout/prix qui n’était que de 53,1% en 2022.  

## Actionnaires
En 1987, l’actionnaire principal américain décide de céder ses participations étrangères dans des banques, la navigation et l’industrie et d’investir exclusivement dans son activité d’assurance aux États-Unis. Europabank est vendue à un groupe d’investisseurs flamands. La banque passe dans les mains du holding Brinvest qui contrôle Europabank à 75% et la Banque de Roeselaere à 25%.
Après Brinvest, les actionnaires se succèdent rapidement : Ackermans & Van Haaren en 1996, Achmea – un holding néerlandais – en 1998 et le 1er avril 2004 le Crédit Agricole avec deux caisses régionales (Crédit Agricole Nord de France et Crédit Agricole du Nord-Est).
En 2015, le Crédit Agricole cède sa participation de 50% dans le groupe Crelan qui a pour filiales : Crelan Insurance, Europabank et Keytrade.

## Réseau
Le réseau d’agences d’Europabank compte 47 agences urbaines réparties sur toute la Belgique. Alors que les premières agences se concentraient en Flandre et plus particulièrement en Flandre orientale, Europabank ouvre sa première agence à Bruxelles en 1988. En 1994, ouvre la première agence en Wallonie, à Liège. En 2023, Europabank possède 47 agences en Belgique dont 32 en Flandre, 4 à Bruxelles et 11 en Wallonie.
Europabank suit la stratégie brick-and-click et se déploie à la fois dans ses agences comme points de contact physiques et sur son site internet comme canal de vente numérique.
Dans son histoire, Europabank n’a fermé définitivement qu’une seule agence, notamment l’agence à la gare Gand-Saint-Pierre. Cette décision a été prise à la suite de plans de rénovation approfondis et de longue durée de la gare Gand-Saint-Pierre. En 2023, Europabank a encore deux agences à Gand, notamment l’agence phare située au Marché aux Légumes à Gand et l’agence à la Nieuwewandeling.
En 2019, la plus grande agence bruxelloise déménage du boulevard du Jardin botanique au boulevard de l’Impératrice, juste à côté de la gare Bruxelles-Central.
Sous son nom commercial eb-lease, Europabank vend ses produits via un réseau élargi de courtiers de crédit indépendants (courtier en assurances ou parfois agents indépendants d’autres banques).

## Personnel
En juillet 2023, Europabank comptait 358 membres du personnel, dont 131 cadres. Il y a quasi autant d’hommes que de femmes qui travaillent au sein de la banque, répartis de manière proportionnelle entre le siège social et les 47 agences.

## Activités principales
Europabank est spécialisée en tant que banque de niche dans le crédit à la consommation (Prêt à tempérament) avec le prêt personnel comme produit phare. Le crédit hypothécaire constitue également une part importante de la gamme de produits. Du point de vue des dépôts, ce sont principalement les produits d’épargne classiques (livrets d’épargne, comptes à terme) qui font partie de l’offre. Europabank travaille selon le modèle bancaire traditionnel et utilise les dépôts de ses clients pour octroyer des crédits.
Europabank réussit également de plus en plus à accueillir des entreprises et des commerçants comme clients grâce à
-  son rôle d’acquirer pour les transactions par carte (tant via un terminal de paiement qu’en ligne). Dans ce segment, Europabank est en concurrence avec CCV, Keyware et Atos-Wordline,
-  son offre de leasing et de renting et la large gamme de crédits qui attirent les entreprises et les commerçants.